# Bad Klosterlausnitz
Bad Klosterlausnitz là một đô thị thuộc huyện Saale-Holzland, trong bang Thüringen, Đức. Đô thị Bad Klosterlausnitz có diện tích 16,6 km².